# (73549) 2003 PL8
2003 بي أل 8 (ويعرف أيضًا باسم (73549) 2003 بي أل 8 وفق تسمية الكوكب الصغير) (بالإنجليزية: 2003 PL8)‏ هو كويكب ضمن حزام الكويكبات؛ وترتيبه 73549 من حيث الاكتشاف.
اكتُشف هذا الجُرم الفلكي بواسطة تعقب الأجرام القريبة من الأرض في 3 أغسطس 2003.

## وصلات خارجية
- (73549) 2003 PL8 في قاعدة بيانات مختبر الدفع النفاث لأجرام النظام الشمسي الصغيرة

- الاكتشاف · مخطط المدار ·  العناصر المدارية · المعلمات المادية

- (73549) 2003 PL8 على موقع ويكي سكاي: DSS2, SDSS, GALEX, IRAS, Hydrogen α, X-Ray, Astrophoto, Sky Map, Articles and images